# Adela von Flandern
Adela von Flandern, in den süditalienischen Quellen Ala oder Alana (* um 1064; † April 1115 in Apulien) war durch Heirat Königin von Dänemark, später Herzogin von Apulien und Kalabrien.

## Leben
Adela war die älteste Tochter von Graf Robert I. der Friese von Flandern (1035–1093) und der sächsischen Adligen Gertrud († 1113), Tochter des Herzog Bernhard II. von Sachsen aus dem Hause Billunger.
In erster Ehe heiratete Adela 1080 in Odense den dänischen König Knut IV. der Heilige (1040–1086), zweiter Sohn von König Sven Estridsson. Aus der gemeinsamen Ehe gingen drei Kinder hervor:
- Karl I. der Gute (1085–1127), Graf von Flandern ⚭ 1117 Margarete von Clermont
- Ingrid (1086–1130) ⚭ Folke, schwedischer Jarl
- Cäcilie (1087–1131) ⚭ Erich von Gotland

Nachdem ihr Mann und sein Bruder Benedikt am 10. Juli 1086 in Odense in der von ihm errichteten Kirche St. Alban erschlagen wurden, floh sie mit ihren Kindern zurück nach Flandern. Anfang 1092 heiratete sie in zweiter Ehe den Herzog von Apulien und Kalabrien, Roger Borsa (1061–1111), zweiten Sohn des Herzogs Robert Guiskard aus dem Hause Hauteville und Sikelgaitas von Salerno. Aus dieser Ehe gingen drei Söhne hervor:
- Ludwig († 1094)
- Guiskard († 8/1108)[3]
- Wilhelm II. (1095–1127)

Alana führte zunächst die Regentschaft für Wilhelm, die Quellen für diese Zeit sind jedoch sehr spärlich.